# Viburnum urbanii
Viburnum urbanii är en desmeknoppsväxtart som beskrevs av Graebner. Viburnum urbanii ingår i släktet olvonsläktet, och familjen desmeknoppsväxter. Inga underarter finns listade i Catalogue of Life.